# Jokcshon állomás
Jokcshon (Yeokchon) állomás a szöuli metró 6-os vonalának állomása, mely Unphjong-ku (Eunpyeong-gu) kerületben található. Az egyirányú Ungam (Eungam)-hurok egyik állomása.

## Viszonylatok
| 6-os vonal                     | 6-os vonal                                  | 6-os vonal                              |
| ------------------------------ | ------------------------------------------- | --------------------------------------- |
| Ungam (Eungam) végállomás felé | Ungam (Eungam) hurok egyirányú közlekedés → | Pulgvang (Bulgwang) Sinne (Sinnae) felé |